# Имидж
И́мидж (от англ. image [ˈɪmɪdʒ] — «образ», «изображение», «отражение») — совокупность представлений, сложившихся в общественном мнении о том, как должен вести себя человек в соответствии со своим статусом.
Имидж создаётся пиаром, пропагандой, рекламой, существующими фактами и вымышленными, с целью создания в массовом сознании определённого отношения к данному объекту. Может сочетать как реальные свойства объекта, так и несуществующие, приписываемые, вымышленные.
Изучением имиджа занимается имиджелогия. Процесс по созданию имиджа называется имиджированием.

## Имидж или образ
На данный момент можно встретить несколько различных точек зрения на этот вопрос. В западной профессиональной литературе, посвящённой теме имиджа, термин «image» используется в значении образов объектов, отражающихся в нашей психике на основании их характеристик. Как следствие, под термином «image» подразумевается что-то более широкое нежели просто образ объекта, совокупность не только его видимых (внешних) характеристик, но и невидимых (идеальных) характеристик.
В свою очередь «образ» нельзя считать полным синонимом термина «имидж». Правильнее определить имидж как разновидность образа, а именно такой образ, прообразом которой является не любое явление, а субъект. Понятия «образ» и «имидж» являются предметом изучения имагологии.

## Имидж объекта
Имидж объекта — это мнение рационального или эмоционального характера об объекте (человеке, предмете, системе), возникшее в психике группы людей на основе образа, сформированного в их психике в результате восприятия ими тех или иных характеристик данного объекта. Например:
интервью с Гариком Сукачёвым. Излишне напоминать, что имидж у него своеобразный — гремучая смесь хулиганствующего пролетария и старого солдата, «не знающего слов любви»
Деловой имидж специально проектируется в интересах человека или фирмы с учётом особенности деятельности, внутренних и внешних качеств.
Имидж объекта зависит от его действий, поведения или качеств, если таким объектом является продукт или услуга. Оценка возникшего у человека образа объекта (в самом обобщенном виде оценка "хорошо" - "плохо") может иметь эмоциональную окраску ("нравится" - "не нравится"), а может и не иметь эмоционального отношения, а только рациональное ("годится" - "не годится"). Общественное отношение к объекту более подлежит эмоциональной коммуникации. Логическая аргументация может быть легко разрушена удачным эмоциональным сообщением.

### Имидж государства
Инвариантным ядром рассматриваемой категории следует считать дихотомию: внутренний имидж государства (для граждан) — внешний имидж государства (для мировой общественности). С другой стороны, категория «имидж государства» объединяет в себе ряд релевантных категорий имиджа: «имидж женщин», «имидж молодёжи», «имидж пожилых людей». Каждая из категорий отражает характеристики внутреннего и внешнего имиджей государства. Все компоненты такой сложно организованной категории, как «имидж государства», находятся в тесном взаимодействии и динамике и подвержены непрерывным трансформациям.
Облик государства, его репутация часто базируется на элементах мифа, обобщённых стереотипах об этносе. Доля подобных «мифов» в политике велика. Мышление стереотипами характерно для психологии человека, применение клише позволяет экономить усилия в ориентировке в окружающей действительности, упрощает процесс познания. Но имиджу страны стереотипы чаще всего наносят колоссальный урон.

### Имидж организации
Имидж организации можно определить как сформировавшийся, действенный, эмоционально окрашенный образ организации или отдельных её составляющих, наделённых определёнными характеристиками, основанными на реальных или приписываемых перцептивных свойствах конкретной организации, обладающих социальной значимостью для воспринимающего.
В литературе также существует такое мнение, что содержание понятия имиджа организации должно включать в себя две составляющие:
- информационную составляющую, которая представляет собой совокупность всех представлений об организации;
- оценочную составляющую, которая представляет собой общественное отношение к организации

Факторы, влияющие на формирование позитивного имиджа:
1. Финансовое положение организации.
2. История организации, фирмы, её традиция и репутация.
3. Личность руководителя.
4. Паблисити — рекламная известность.
5. Забота о персонале.
6. Социальная ответственность перед обществом.
7. Управление организацией.
8. Фирменный стиль.
9. Этичность деятельности и отношений.

## Имиджмейкинг
Имиджмейкинг – вид деятельности, направленный на формирование и управление имиджем объекта. В литературе имиджмейкинг иногда называют коммуникативной технологией. Имиджмейкинг позволяет выделять объект среди множества подобных, формируя у людей определенное отношение к нему.

### Задачи
Главная задача имиджмейкинга – создать запоминающийся и уникальный образ объекта в глазах общественности.

### Объекты имиджмейкинга
Объекты, чей рейтинг зависит от созданного ими или для них имиджа
К данной категории относятся отдельные личности (например, политики, телеведущие, лидеры общественных движений), радио – и телепередачи, общественные движения. Цель этих объектов - влияние на настроение в обществе.
Объекты, рейтинг которых зависит от имиджа и от произведенных ими товаров и услуг
Здесь можно отметить крупные национальные и транснациональные корпорации. Их целью является увеличение объемов продаж, а также одновременно улучшение качества продаваемой продукции и повышение имиджа.
Объекты, для которых изменения имиджа не являются основополагающим фактором их успеха
Это различные предприятия малого бизнеса, чей успех зависит непосредственно от качества их товаров и услуг.

### Инструменты имиджмейкинга
Существует множество методов имиджмейкинга в зависимости от категории объекта. Самый обширный перечень приемов относится к объектам, чей рейтинг зависит от имиджа и от качества их продукции или услуг, так как акциям имиджмейкинга необходимо маскировать свои истинные цели, проявляя изобретательность.
Вербализация
Данная технология предполагает яркое описание ситуации. Вербализация используется для того, чтобы выразить новый контекст ситуации и уйти от реальности.
Позиционирование
Изначально позиционирование было разработано для продвижения товаров на рынке. Путем позиционирования имиджмейкер помещает объект в благоприятную для него среду и акцентирует внимание аудитории на его уникальных чертах. Позиционирование выделяет в объекте те характеристики, в которых заинтересован потребитель.
Манипулирование
Здесь происходит перенос внимания аудитории на другой объект для того, чтобы создать желательную ситуацию. Уникальность созданного объекта должна затмить объект актуальный для клиента.
Мифологизация
Мифологизация воздействует на аудиторию на подсознательном уровне. Задача мифа – активировать яркие представления об объекте в выгодном для имиджа направлении.
Эмоционализация
Эмоционально окрашенная информация легче воспринимается человеком, поэтому для достижения желаемого эффекта необходимо грамотно соотносить рациональных и эмоциональных составляющих воздействия.

### Технология формирования имиджа (на примере политического субъекта)
"Формирование положительного образа субъекта политики в общественном мнении:
- выявление господствующих представлений об объекте, с которым предстоит идентифицировать имя имярека (изучение общественного мнения, выявление предпочтений и политических пристрастий публики и тд.);
- выявление качеств претендента на задаваемый имидж, определение степени совместимости и расхождения между требуемыми и имеющимися личностными и социально-политическими характеристиками;
- выработка стратегии (плана действий формирования имиджа (разработка слогана, программы, определение стиля поведения и др.);
- реализация плана (вживание претендента в роль, PR-действия и политическая реклама его команды и пр.;
- мониторинг общественного мнения и анализ получаемых результатов от поэтапной реализации плана;
- контроль и корректировка действий: изменение политической обстановки, политических ориентаций и пристрастий"[7].

### Из истории имиджмейкинга
Приёмы имиджмейкинга были известны ещё со времён Древней Греции. Например, фараон Эхнатон и его знаменитый солнцепоклоннический переворот. Кампания была организована по всем правилам современного PR. Главный имиджмейкер кампании, жрец Эйе, разделил её на несколько этапов. Сначала – введение имени бога солнца Атона в титулатуру фараона, что, по сути, являлось “позиционированием” идеи. Затем – перенесение столицы в другое место и посвящение её Атону, что определялось невозможностью проведения новой идеи на старом месте, пронизанном древними традициями. Вслед за этим – введение культа солнечного диска по всему Египту. И, наконец, когда, по мнению организаторов этой кампании, население было готово – запрет культа старых богов. Однако, введение единобожия в Древнем Египте не удалось. После смерти фараона, последовавшей на 33 году жизни, Египет вернулся к старым богам, так как не были учтены социальные потребности, а также не проработана в достаточной мере специфика менталитета египтян.

## Критика
В своей книге «Имидж» Дэниел Джозеф Бурсин говорил:
«Создание имиджей, которые заполняют наш опыт, стало бизнесом в Америке, самым почётным, самым необходимым и самым респектабельным бизнесом. Я имею в виду не только рекламу, деятельность агентств по связи с общественностью или политическую риторику, но всякую деятельность, которая имеет целью информировать, воспитывать и подправлять нас, работу наших лучших журналистов, наиболее доходных книгоиздателей, наиболее известных специалистов по развлечению, наших лучших гидов и наиболее влиятельных лидеров в вопросах международных отношений... Они стремятся сделать наши иллюзии наиболее привлекательными»
В статье «Стереотипы нации в контексте этнокультурной идентичности» О.Р. Жерновая, говоря об имидже страны на международной арене, отмечает, что
«Имиджи играют большую роль в международной политике, которая зачастую определяется не в соответствии с объективными фактами ситуации, а в соответствии с имиджами, присутствующими в этой ситуации. Следовательно, имидж – неадекватный образ, упрощающий и схематизирующий реальность»